# Evangelische Kirche (Niederrodenbach)

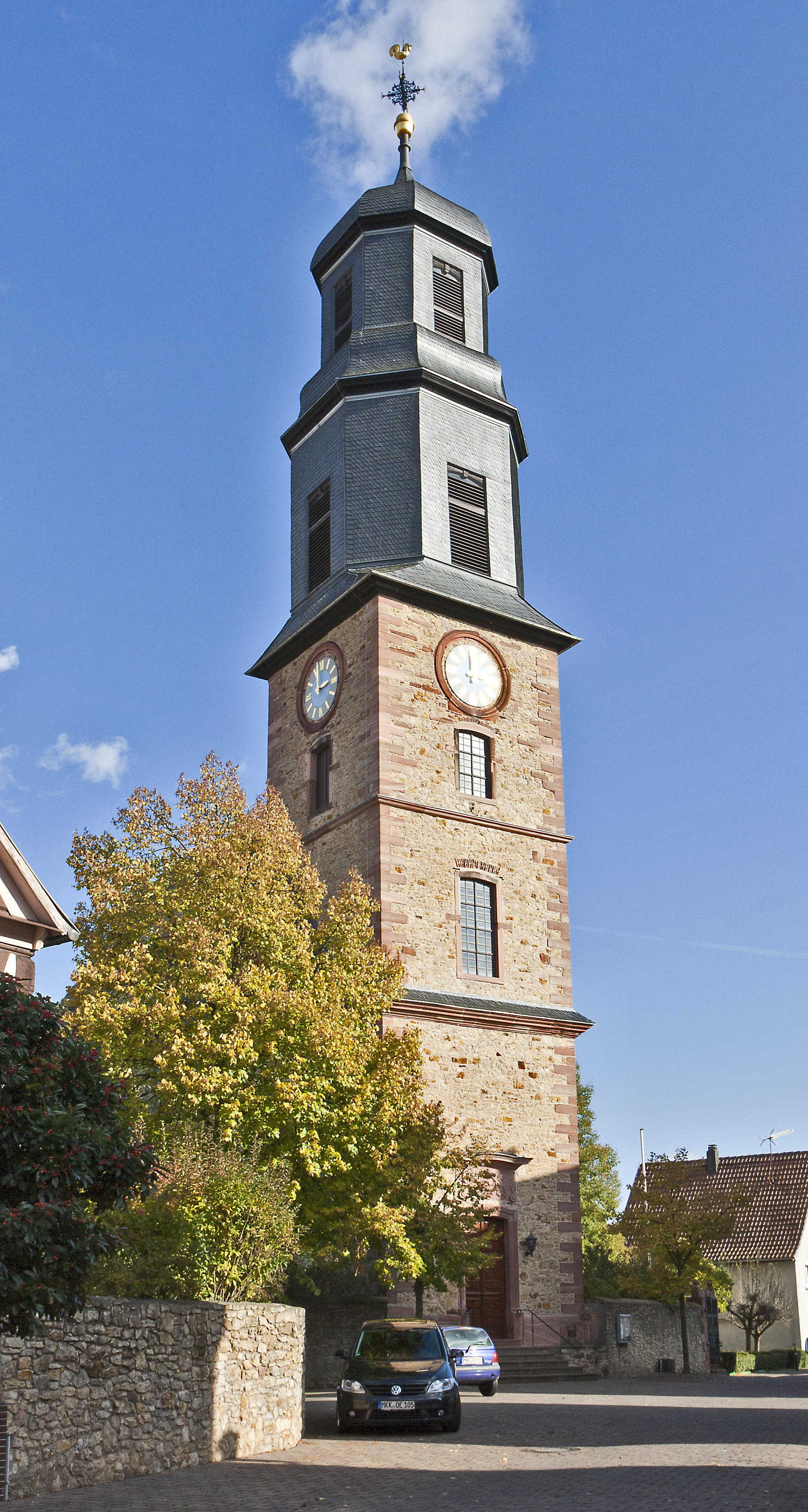
Evangelische Kirche in Niederrodenbach

Die Evangelische Kirche Niederrodenbach ist ein denkmalgeschütztes Kirchengebäude in Niederrodenbach, einem Ortsteil der Gemeinde Rodenbach im Main-Kinzig-Kreis in Hessen. Die Kirchengemeinde gehört zum Kirchenkreis Hanau im Sprengel Hanau-Hersfeld der Evangelischen Kirche von Kurhessen-Waldeck.

## Beschreibung
Die unverputzte Saalkirche wurde 1763–65 gebaut. An das Kirchenschiff schließt sich im Osten ein rechteckiger Chor an. Der im Westen in das Kirchenschiff eingestellte Kirchturm aus Bruchsteinen mit Ecksteinen aus Backsteinen ist mit einem schiefergedeckten achteckigen Aufsatz versehen, der sich in einem eingezogenen achteckigen Aufsatz fortsetzt und mit einer glockenförmigen Haube endet. Drei Kirchenglocken wurden am 31. Dezember 1950 in den Glockenstuhl des Kirchturms gebracht. 
| Schlagton | Gewicht (kg) | Durchmesser (cm) | Inschrift                 |
| --------- | ------------ | ---------------- | ------------------------- |
| f′        | 945          | 118              | DEIN NAME WERDE GEHEILIGT |
| as′       | 550          | 098              | DEIN REICH KOMME          |
| b′        | 365          | 087              | DEIN WILLE GESCHEHE       |

Der Innenraum ist mit einem Spiegelgewölbe überspannt. Die Brüstungen der geschwungenen Emporen, die sich an drei Seiten befinden, sind bemalt. Die Kirchenausstattung stammt aus der Bauzeit. Die Orgel mit 15 Registern, einem Manual und einem Pedal wurde 1766 von Johann Friedrich Syer gebaut.